# Hans Peper
Hans Peper (wirksam von 1597 bis 1622 in Rendsburg) war ein niederdeutscher Bildschnitzer der Spätrenaissance.

## Leben
Über Hans Pepers Leben ist über seine Werke hinaus wenig bekannt. Sein frühstes bekanntes Werk ist die Kanzel der Marienkirche in Rendsburg, die er 1597 schuf und nach der Zerstörung der Kanzel durch einen Gewölbeeinbruch 1621 zum zweiten Mal herstellte. Auch der Taufdeckel dieser Kirche von 1620 ist seine Arbeit. Daneben werden ihm auch Epitaphien in der Marienkirche zugeschrieben. 1603 fertigte er den Lettner bzw. die Chorgitter im Meldorfer Dom. 1609 schnitzte er den Altar der Katharinenkirche von Süderstapel. 1610 entstand das Epitaph Soltau für den Schleswiger Dom. Der 1617 als Schenkung von Prinz Ulrich von Dänemark entstandene Kanzelkorb der Stiftskirche in Bützow wird ihm ebenfalls zugeschrieben. 1618 entstand die Kanzel für die Severinkirche in Hademarschen, die 2003 durch einen Brand komplett zerstört wurde, 1621/22 die Kanzel für die Kirche in Albersdorf.
Dem Umkreis seiner Werkstatt wird ferner zugeschrieben der Deckel der Taufe in der Jacobikirche in Schwabstedt und die dortige Kanzel (1606), ebenfalls eine Stiftung von Prinz Ulrich, die sehr ähnlichen Kanzeln der St. Katharina-Kirche in Katharinenheerd (1612) und der Maria-Magdalenen-Kirche in Marne (1603), sowie Epitaphien in der Nikolaikirche in Kiel und im Meldorfer Dom. Dass auch die Reliefs der 1650 geschaffenen Barock-Kanzel der Dreifaltigkeitskirche in Schleswig-Friedrichsberg von seiner Hand stammen, wie lange angenommen wurde, ist inzwischen widerlegt.

Werke
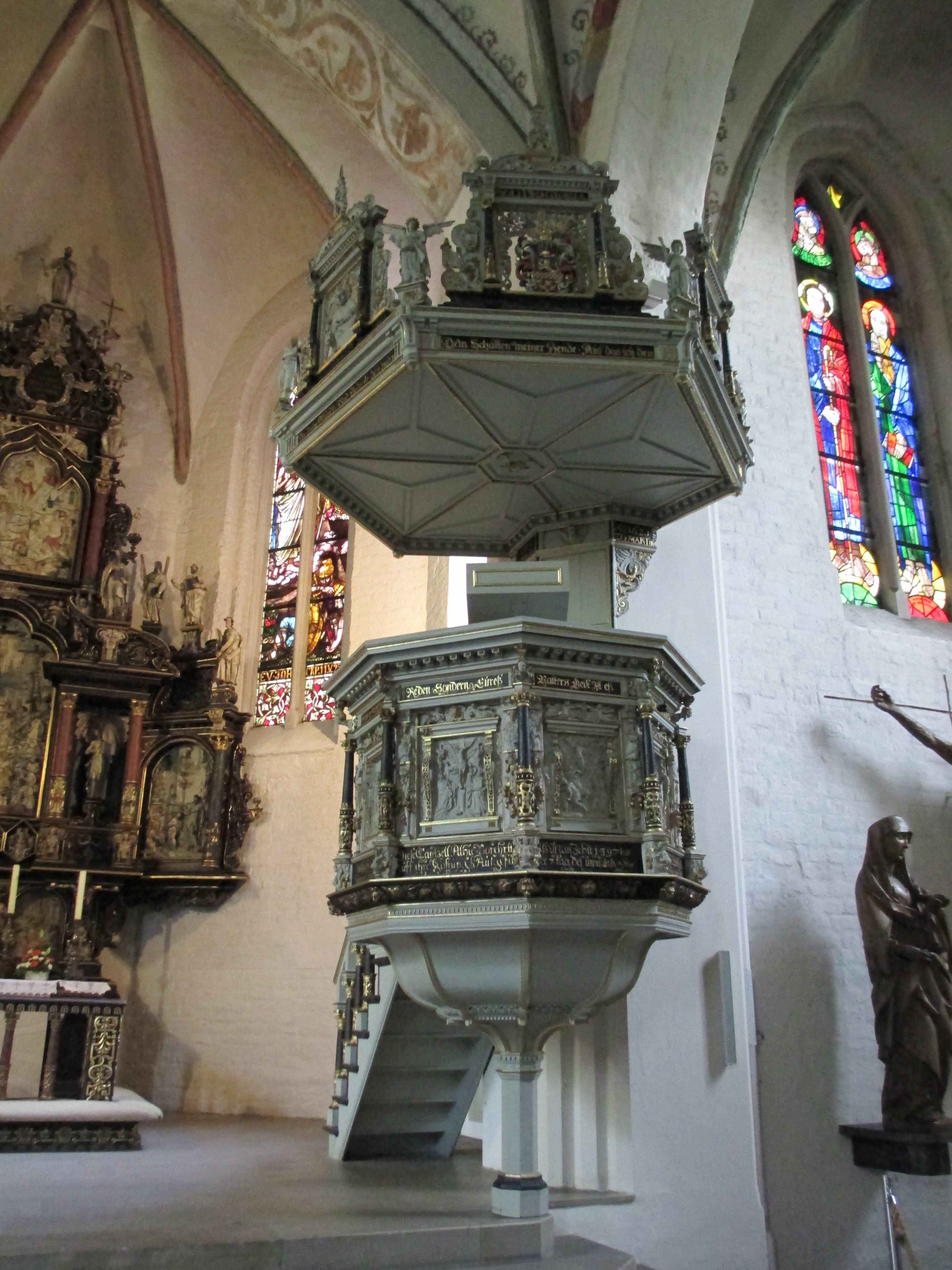
Kanzel in Rendsburg
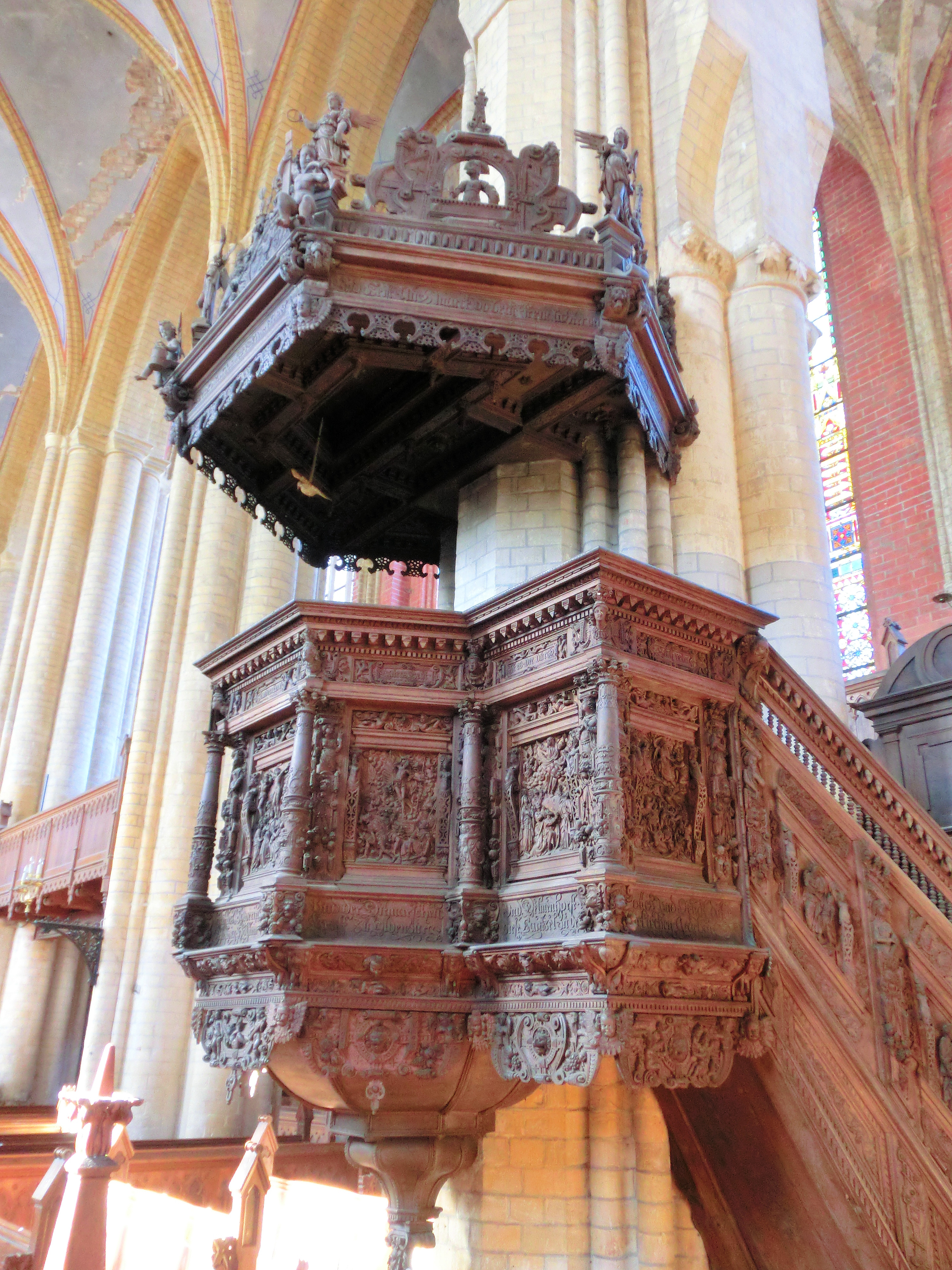
Kanzel in Bützow
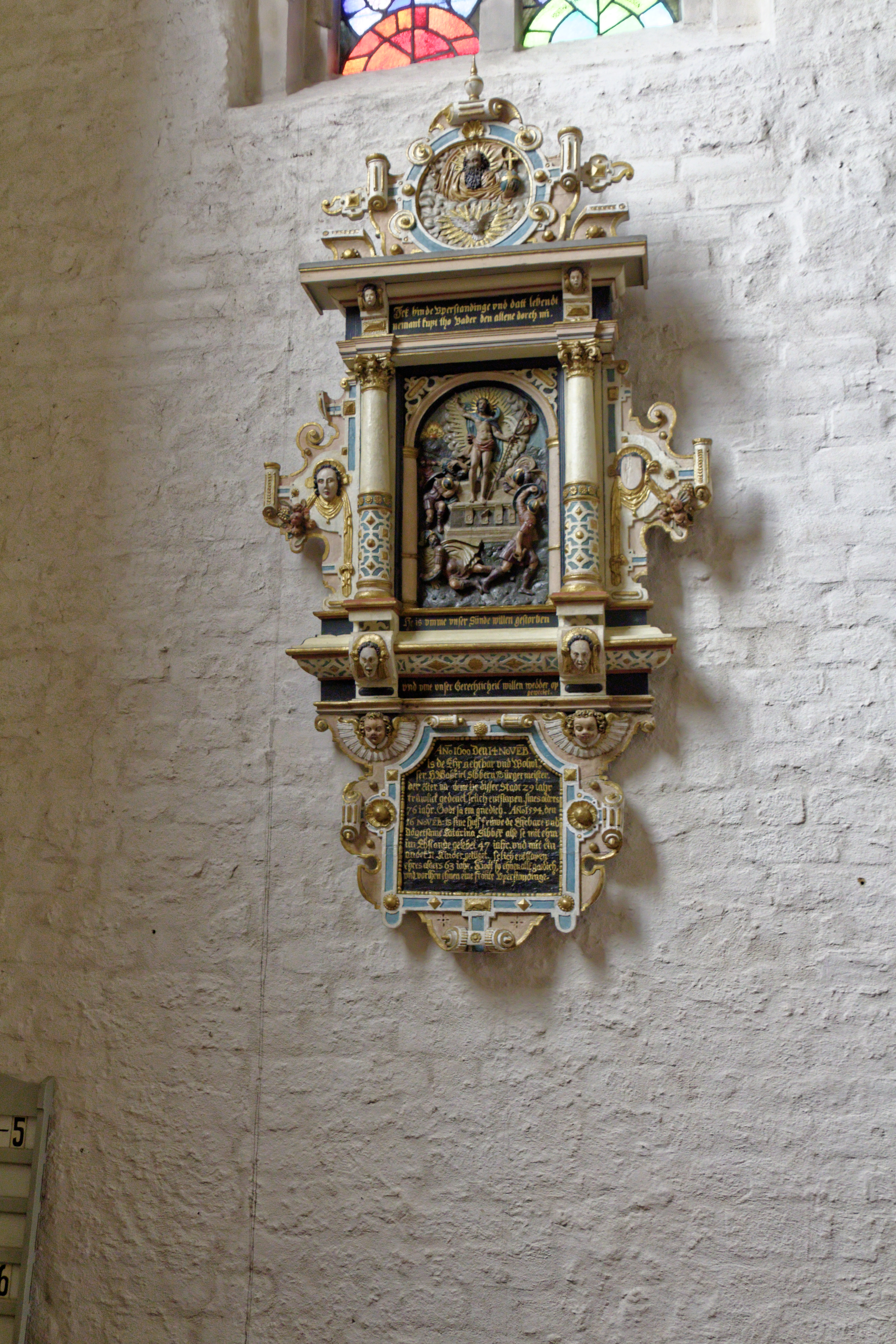
Rendsburg St.Marien Epitaph Sibbern